# Ermita de Santa Margarida (Sant Esteve de Palautordera)
Santa Margarida és una ermita al municipi de Sant Esteve de Palautordera (al Vallès Oriental) inclosa en l'Inventari del Patrimoni Arquitectònic de Catalunya.

## Arquitectura
Es tracta d'un edifici religiós de paredat, arrebossat i pintat. És de petites dimensions i de forma rectangular. Té una sola nau amb volta de canó. Hi ha una sagristia afegida a la nau. També té un cor senzill amb balustrada de fusta. La portada és quadrangular, a la llinda hi ha la data de construcció: 1739. Al damunt s'obre un ull de bou senzill. Corona la façana una espadanya senzilla amb un sol buit per a les campanes.

## Història
En el castell de Montclús hi havia una capella dedicada a Santa Margarida, que fou destruïda pel pas del temps, i se n'edificà una de nova a més d'un quilòmetre de distància vers el nord de la població, al peu de la carretera, al lloc anomenat antigament el camp de la Parellada. Aquesta capella fou dedicada a la mateixa santa Margarida.